# Mateo Albéniz
Mateo (Antonio) Pérez de Albéniz (Logronyo, 21 de novembre de 1755 — Sant Sebastià, 23 de juny de 1831), va ser un compositor i teòric espanyol.

## Biografia

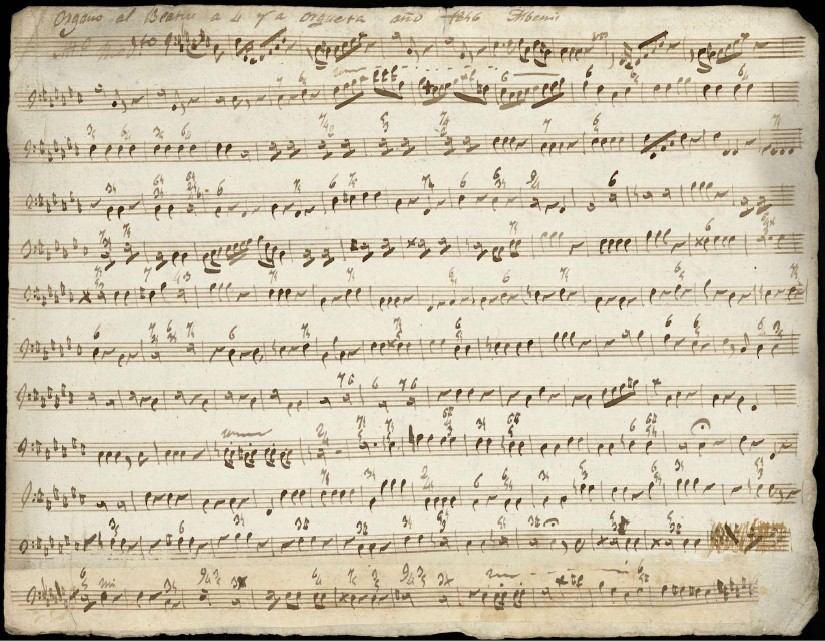
"Beatus vir" de Mateo Albéniz

Va ser mestre de capella i organista a Sant Sebastià i Logronyo i de 1800 a 1829 va ocupar el mateix lloc a l'església de Santa Maria del Coro de la capital guipuscoana.
Es va casar amb Clara Basanta, i van ser pares del músic Pedro Albéniz. La seva família no té relació amb la del compositor Isaac Albéniz.
Va ser autor sobretot de música religiosa. Les seves misses, vespres, nadales i oficis de difunts van ser molt coneguts al nord d'Espanya mentre va viure, encara que després van caure en l'oblit. La seva obra més destacada és una Sonata per a teclat, publicada per Joaquim Nin el 1925 que és molt coneguda, tant la seva versió per a piano com les diverses transcripcions que s'han fet, i que mostra certa influència de Haydn i Mozart amb un toc espanyol.
En 1802 va publicar a Sant Sebastià el tractat Instrucció metòdica, especulativa i pràctica per ensenyar a cantar i tocar la música moderna i antiga.